# Ovidiu
Ovidiu é uma cidade da Romênia com 13.458 habitantes, localizada no judeţ (distrito) de Constanţa.